# Zilverpomfret
De zilverpomfret (Pampus argenteus) is een straalvinnige vissensoort uit de familie van de grootbekken (Stromateidae). De wetenschappelijke naam van de soort is voor het eerst geldig gepubliceerd in 1788 door Euphrasen. De vis kan een lengte bereiken van 60 cm.

## Leefomgeving
Pampus argenteus is een zoutwatervis. De vis prefereert een subtropisch klimaat en heeft zich verspreid over de Grote en Indische Oceaan. De diepteverspreiding is 5 tot 110 m onder het wateroppervlak.

## Relatie tot de mens
Pampus argenteus is voor de visserij van groot commercieel belang. In de hengelsport wordt er weinig op de vis gejaagd.